# Elektroinštitut Milan Vidmar
Elektroinštitut Milan Vidmar (polni naziv Elektroinštitut Milan Vidmar - Inštitut za elektrogospodarstvo in elektroindustrijo) je »vodilna slovenska inženirska in znanstveno - raziskovalna organizacija na področju elektroenergetike in splošne energetike«, ki ga je leta 1948 ustanovil Milan Vidmar, po katerem danes nosi tudi ime.
Trenutni direktor inštituta je dr. Boris Žitnik.

## Zgodovina
Elektroinštitut je bil ustanovljen leta 1948 na predlog Milana Vidmarja s strani Ministrstvo za elektrogospodarstvo Federativne ljudske republike Jugoslavije. Leta 1950 ga je jugoslovansko ministrstvo preneslo pod okrilje Ministrstva za elektrogospodarstvo Ljudske republike Slovenije, ki pa ga je še isto leto preneslo na Slovensko akademijo znanosti in umetnosti.
Seznam direktorjev inštituta
- Milan Vidmar (1948-59)
- Stojan Armič (1959-64)
- Vekoslav Korošec (1964-81)
- Franc Potočnik (1981-85)
- Janez Sterniša (1985-94)
- Maks Babuder (1994-2010)
- Boris Žitnik (2010-danes)

## Odlikovanja in nagrade
Leta 1998 je inštitut prejel srebrni častni znak svobode Republike Slovenije z naslednjo utemeljitvijo: »ob petdesetletnici uspešnega delovanja za zasluge na področju razvoja elektroenergetike in energetike v Sloveniji in za uspešno strokovno delovanje v mednarodnem prostoru«.